# 磪雪花
磪雪花（韓語：최설화，1993年10月4日—)，韓國女藝人、模特兒、芭蕾講師、健身教練、鋼管舞教師。以往漢字翻譯為崔雪花，但2018年本人於instagram上的介紹欄加上自己名字的漢字：磪雪花。

## 演出作品

### 綜藝節目
- 2016年 韓國SBS《驚人的大會-Star King》EP450[2][3]。
- 2016年 韓國tvN《Society Game》第一季[4]。
- 2016年 韓國Mnet《看見你的聲音》第三季第五集演唱嘉賓（讓音痴搜查隊成員猜是否為音痴），代號「慶熙大女神　歌舞Stephanie」。
- 2017年 韓國tvN《SNL Korea》第九季第20集的客串/特別嘉賓[5]。

### 戲劇
- 2016年 韓國JTBC《老婆這週要出牆》EP4，飾演女健身教練[6]。

### 其他
- 2016年9月13日韓國職棒開球嘉賓[7]。

## 獲獎
- 2016年 MuscleMania Fitness Universe Weekend世界大賽，榮獲比基尼小姐部門第一名。
- 2016年 肌肉狂熱比基尼大賽（Muscle Mania Bikini）韓國大賽，她更攬獲比基尼部門第一名與健身部門第一名。

## 廣告代言
- 2016年LEBODY FORM代言人[8]。

## 外部連結
- 磪雪花的Instagram帳戶
- 磪雪花的Facebook專頁